# ガンガゼヤドリニナ
ガンガゼヤドリニナ（学名：Echineulima robusta）は、翼舌目ハナゴウナ科に属する巻貝の一種。
ガンガゼやガンガゼモドキなどガンガゼ類の棘間や口囲に生息するが、その生態は不明な点が多い。

## 分布
伊豆半島以南の熱帯太平洋。主に潮下帯や潮間帯において前述したガンガゼ類上に生息する。

## 形態
殻長は8.5mmほどで殻は厚質で光沢があり白色を呈す。外唇縁上部が腹方へ突出する。殻には雌雄差がみられ、オスはメスより螺塔が細い。